# Des acteurs comiques ambulants
Des acteurs comiques ambulants (en espagnol : Los Cómicos ambulantes) est une œuvre du peintre espagnol Francisco de Goya. Réalisée à l'huile, sur fer-blanc, elle mesure 42,5 cm de haut et 31,7 cm de large et été peinte entre 1793 et 1794. Elle se trouve au musée du Prado à Madrid depuis 1962, acquise par l'État espagnol auprès d'un particulier pour la destiner au musée.

## Contexte de l'œuvre
Des acteurs comiques ambulants est l'une des 14 peintures à l'huile sur fer-blanc réalisées par Goya. Huit d'entre elles concernent la tauromachie (dont 6 ont lieu dans l'arène), tandis que les 6 autres sont sur des thèmes variés, catégorisées par lui-même comme « diversions nationales » (Diversiones nacionales). Elles ont été peintes entre 1793 et 1794, peu après qu'il est devenu sourd en 1792 des suites d'une maladie inconnue qui marquera une étape importante dans la vie et l'œuvre de Goya, qui a désormais un caractère plus acide.
Goya les envoie à l'Académie royale des beaux-arts de San Fernando afin de recevoir quelque critique. Il les avait en effet peintes,
« para ocupar la imaginación mortificada en la consideración de mis males, y para resarcir en parte los grandes dispendios que me han ocasionado. »
— Francisco de Goya,

« pour occuper l'imagination mortifiée à l'heure de considérer mes maux, et pour dédommager en partie le grand gaspillage qu'ils ont occasionné. »
Les retours seront très positifs, et ces huiles sur fer-blanc marqueront un renouveau dans l'art de Goya, en particulier grâce à l'utilisation d'un coup de pinceau plus relâché et empâté, très proche des Caprichos.

### Représentation et interprétations

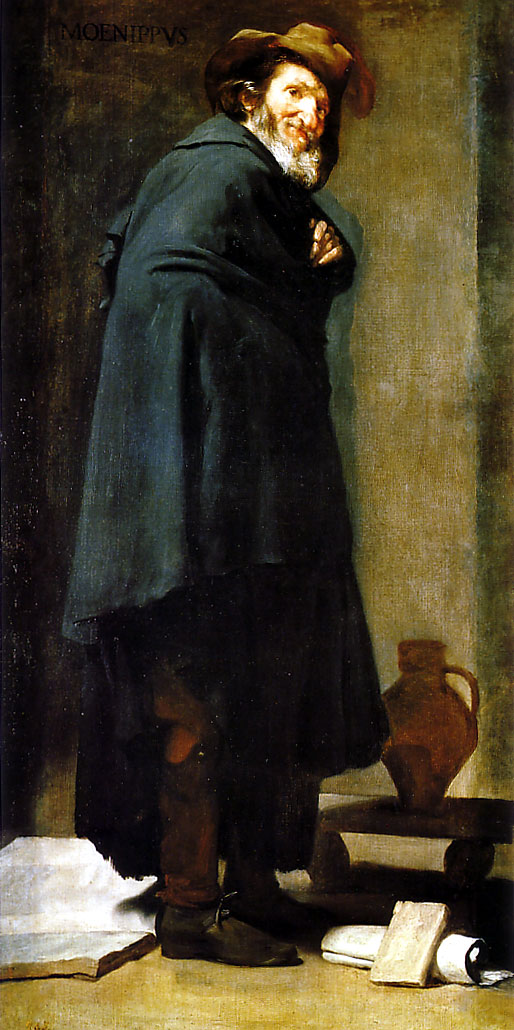
Ménippe de Diego Vélasquez (1639-1640).

## Description du tableau